# ماتئو تئولدی
ماتئو تئولدی (انگلیسی: Matteo Teoldi؛ زادهٔ ۱۲ مهٔ ۱۹۸۵) بازیکن فوتبال اهل ایتالیا است.
از باشگاه‌هایی که در آن بازی کرده‌است می‌توان به باشگاه فوتبال چیتادلا، باشگاه فوتبال ونتزیا، باشگاه فوتبال آ. ث. لومتزانه، باشگاه فوتبال آ.ث. میلان، و باشگاه فوتبال اتلتیکو آرتزو اشاره کرد.
وی همچنین در تیم‌های ملی فوتبال زیر ۱۷ سال ایتالیا و زیر ۱۹ سال ایتالیا بازی کرده‌است.